# Курош, Николай Парфёнович
Николай Парфёнович Курош (12 июня 1860 — 17 октября 1907) — капитан 2-го ранга, командир эскадренного миноносца «Бодрый». Младший брат вице-адмирала А. П. Куроша.

## Биография
Родился 12 июня 1860 года. Происходил из дворян Астраханской губернии, сын отставного контр-адмирала Куроша Парфения Александровича (1822.12.30—1901.01.29). Учился в морском училище в Петербурге. В 1881 году произведен в гардемарины, в 1882 году — в мичманы.
С 1883 по 1886 плавал за границей на фрегате «Минин», а затем на клипере «Разбойник». Вместе с ним в плавание ходил русский советский писатель-маринист Новиков-Прибой. Вот как он описывал Куроша:

Ростом выше среднего, вытянутый, он был сух и жилист. Черная кудрявая бородка подковой огибала его цыганское лицо, всегда злое, хищное, с глазами настороженной рыси. Полсотни офицеров не могли бы причинить столько горя матросам, сколько причинял им этот один человек. Передышка на судне наступала только тогда, когда он перегружал себя водкой. В пьяном состоянии он начинал плакать, распуская слюни, и лез к нижним чинам целоваться. Некоторым давал деньги — от рубля и больше. Иногда выкрикивал, мотая головою: — Братцы мои! Простите меня! Сердце мое все в ранах, в крови. Оттого я такой подлец. Мне тошно жить на свете. Я не дождусь того дня, когда вы разорвете меня в клочья… Совсем по-другому Курош вел себя в трезвом виде. Не проходили одного дня, чтобы он собственноручно не избил пятнадцать — двадцать человек из команды. Это было для него своего рода спортом. Провинившегося матроса он долго ругал, постепенно повышая голос, как бы накаляя себя. А потом закидывал руки за спину, и это был верный признак того, что сейчас же начнется расправа. Так поступал он всегда..

Николай Парфёнович Курош среди офицеров

В 1887 году окончил курс учебно-артиллерийского класса. Затем до 1895 года плавал во внутреннем плавании на фрегате «Адмирал Спиридов», крейсере «Герцог Эдинбургский» и на учебном судне «Воин». В 1895—1896 годах плавал в заграничном плавании на крейсере «Владимир Мономах» и на крейсере «Разбойник». С 1897 по 1903 плавал на разных судах в Балтийском море, преимущественно в артиллерийском отряде. В 1903 году командовал миноносцем «Подвижный». В 1904 году при формировании 2-й Тихоокеанской эскадры, находившейся под командой вице-адмирала Рожественского, был назначен флагманским артиллерийским офицером штаба начальника отряда и плавал на броненосце «Князь Суворов».
В 1905 году был флагманским артиллеристом контр-адмирала Небогатова и плавал на броненосце «Император Николай I», на котором он и попал после Цусимского боя в плен к японцам. После возвращения из плена в 1907 году перевелся в сибирский экипаж, где командовал эскадренным миноносцем «Капитан Юрасовский» и затем «Бодрым». Ранним утром 17 октября к стоявшим у строительного порта миноносцам направилась шлюпка с двумя гражданскими мужчинами и одной женщиной — Марией Маслюковой, членом Владивостокской военно-партийной организации РСДРП. Подойдя к миноносцу «Скорый», один из сидевших в шлюпке поинтересовался у вахтенного: «Дома ли Пойлов?» Как выяснилось впоследствии, прозвучавший из шлюпки вопрос был сигналом к началу восстания. Его с своего мостика услышал Курош чей миноносец «Бодрый» стоял рядом и предложил шлюпке немедленно отойти, угрожая открыть огонь. Шлюпка отошла. Услышал этот вопрос и находившийся на палубе машинно-артиллерийский содержатель миноносца «Скорый» Яков Пойлов — один из главных руководителей назревавшего вооруженного восстания. Он спустился в командирскую каюту и выстрелом из револьвера убил командира миноносца лейтенанта Штера, смертельно ранил мичмана Юхновича, прибежавшего на выстрел. Затем поднялся на верхнюю палубу и сделал три сигнальных выстрела. Командир соседнего миноносца «Бодрый» лейтенант Курош открыл по Пойлову огонь. Завязалась перестрелка, Курош раненый в грудь навылет упал и через 10 минут скончался. Последние его слова были: «Братцы скажите жене и детям, чтобы не горевали, я честно исполнил свой долг и умираю за честь своего мундира. Пусть положат со мной образ, который был в бою. Затем, передав часы и портмонэ сказал: Уйдите я буду умирать.. Ужасно, ужасно.»
Вдова Куроша получила телеграмму переданную командиру порта от военного министра Бострема:

Передайте вдове капитана 2 ранга Курош, что с чувством глубокой скорби прочел известие о злодейском убийстве её мужа. Пусть смерть Николая Парфёновича, оставшегося на своём посту до последней капли крови, послужит примером доблестного исполнения своих обязанностей в нынешнее время шатания мыслей и разного рода диких, бессмысленных идей. Искренно соболезную вдове в её неутешном горе.

Тело капитана было перевезено на вокзал для отправления в Санкт-Петербург, с большой торжественностью. Весь город все войска гарнизона принимали участие в церемонии.

Сегодня состоялись торжественные проводы останков убитого капитана 2-го ранга Куроша и умерших от полученных во время беспорядков 17-го октября ран лейтенанта Штера, мичмана Юхановича, а также похороны убитого мятежниками оставшегося верным долгу минного кондуктора Фомина. Тела умерших были в траурной флотилии доставлены на Адмиралтейскую пристань, а оттуда на пушечных лафетах — к переезду железной дороги, где погружены на железнодорожные платформ для отправки в Европейскую Россию. Тут же отданы последние воинские почести …

Н. П. Курош похоронен на Кронштадтском военном кладбище

## Семья
- Отец Курош Парфении Александрович, мать Елизавета Афанс, дети Евгения, Тамара[4] (1894—?), брат Курош, Александр Парфёнович.

## Адрес проживания
1901, Лейт, 16й ФЭ, Кронштадт, Петровская, д Неустроева